# Architis ikuruwa
Espèce
Architis ikuruwa est une espèce d'araignées aranéomorphes de la famille des Pisauridae.

## Distribution
Cette espèce se rencontre au Guyana, au Suriname, en Bolivie et au Pérou,.

## Description
La carapace de la femelle holotype mesure 2,1 mm de long sur 1,8 mm et l'abdomen 2,8 mm.
La femelle décrite par Santos en 2007 mesure 4,7 mm.

## Étymologie
Son nom d'espèce lui a été donné en référence au lieu de sa découverte, l'Ikuruwa.

## Publication originale
- Carico, 1981 : The Neotropical spider genera Architis and Staberius (Pisauridae). Bulletin of the American Museum of Natural History, no 170, p. 140-153 (texte intégral).